# Грунинкс ван Зулен, Роберт Фредерик
Роберт Фредерик Грунинкс ван Зулен (нидерл. Robert Frédéric Groeninx van Zoelen; 7 февраля 1889, Гаага — 18 апреля 1979, Катвейк) — голландский писатель, политик фашистской направленности.

## Биография
Юнкер Роберт Фредерик Грунинкс ван Зулен родился в известной голландской дворянской семье. Длительное время он возглавлял Национальный Союз. В 1933 г. стал секретарём Корпоративной концентрации (организации, объединяющей политические организации Голландии фашистской направленности). В 1934—1935 гг. был лидером «Вуурслаг» (нидерл. De Vuurslag), одного из подразделений Генеральной голландской фашистской лиги. В 1940—1941 гг. был активистом Нидерландского Союза (Nederlandsche Unie) — голландской политической организации времени Второй мировой войны.